# Paroster microsturtensis
Paroster microsturtensis är en skalbaggsart som först beskrevs av Chris H.S. Watts och William F. Humphreys 2006.  Paroster microsturtensis ingår i släktet Paroster och familjen dykare. Inga underarter finns listade i Catalogue of Life.